# Szwajcaria na Letnich Igrzyskach Olimpijskich 2004
Szwajcarię reprezentowało na XXVIII Letnich Igrzyskach Olimpijskich w Atenach 99 sportowców (40 kobiet i 59 mężczyzn) w 18 dyscyplinach. Był to 25 start Szwajcarów na letnich igrzyskach olimpijskich.

## Zdobyte medale
| Medal  | Zawodnik                      | Dyscyplina sportowa | Konkurencja                                         |
| ------ | ----------------------------- | ------------------- | --------------------------------------------------- |
| Złoto  | Marcel Fischer                | Szermierka          | szpada indywidualnie mężczyzn                       |
| Srebro | Franco Marvulli Bruno Risi    | Kolarstwo           | kolarstwo torowe madison mężczyzn                   |
| Brąz   | Karin Thürig                  | Kolarstwo           | kolarstwo szosowe jazda indywidualna na czas kobiet |
| Brąz   | Sven Riederer                 | Triathlon           | indywidualnie mężczyzn                              |
| Brąz   | Patrick Heuscher Stefan Kobel | Siatkówka           | siatkówka plażowa mężczyzn                          |